# Consorzio (X-Files)
Nella serie televisiva X-Files Il Consorzio (nell'originale inglese The Consortium),  conosciuto anche come Il Sindacato (The Syndicate), Gli Anziani (The Elders) e Il Gruppo  (The Group), è un gruppo occulto di uomini che hanno come scopo il nascondere ogni prova dell'esistenza degli alieni.

## Obiettivi e metodi del Consorzio
Incarnando il concetto di governo ombra per come è proposto nelle teorie del complotto, il Consorzio comprende al suo interno ufficiali governativi e membri della classe dirigente americana e britannica. Il Consorzio, agendo ai livelli più alti del potere, ha celato al mondo il piano degli alieni di colonizzare e ripopolare il pianeta. Per commettere omicidi, fare coperture, sabotaggi e altri lavori sporchi, il Consorzio usa un numero ignoto di accoliti noti come Men in Black.
I nomi dei Men in Black, come quelli dei membri del Consorzio, sono sconosciuti. Molti di essi lavorano apparentemente per l'FBI, la CIA, l'NSA e altre agenzie di governo. Tra i principali Men in Black ci sono Mr. X, Alex Krycek, Crew Cut Man, e Quiet Willy. Molte delle loro riunioni avvengono in un club clandestino situato nella 46th Street a New York ed a queste non partecipa mai Conrad Strughold. Le riunioni che coinvolgono Strughold hanno luogo a Londra.
Una possibile copertura per il gruppo, come mostrato nell'episodio "Redux (terza parte)", è un'azienda che si occupa di biotecnologie chiamata "Roush".  Le strutture della "Roush" vengono usate in alcuni esperimenti che coinvolgono il virus, come mostrato nel primo episodio della stagione 6 "Il principio". Inoltre, secondo Alvin Kurtzweil, al momento della colonizzazione pianificata per l'anno 2012, il Consorzio ne avrebbe preso il controllo attraverso la FEMA, che ha il potere di sospendere il governo costituzionale mediante la dichiarazione di un'emergenza nazionale.

## Le origini
Molteplici probabili teorie sullo sviluppo del Consorzio sono state offerte dai diversi membri. Secondo l'Uomo dalle mani curate, che una volta descrisse il gruppo a Dana Scully come una specie di consorzio che rappresenta certi interessi globali, gli Anziani si sono formati alla fine della Seconda guerra mondiale, dopo l'incidente di Roswell, quando scienziati tedeschi, dei quali Victor Klemper era parte, furono portati negli Stati Uniti (Operazione Paperclip) per lavorare sullo sviluppo di un ibrido alieno-umano. Alvin Kurtzweil riporta che quando lui e Bill Mulder erano giovani soldati, furono reclutati per un progetto che fu loro illustrato come riguardante le armi biologiche.
Gola Profonda afferma che tutto iniziò dopo Roswell, quando una conferenza ultra-segreta di personaggi influenti di Stati Uniti, Unione Sovietica, Gran Bretagna, Cina, Francia, Germania Ovest e Germania Est, firmarono un trattato per il quale se un'astronave aliena si fosse schiantata sul suolo terrestre e gli extraterrestri fossero sopravvissuti, il paese che li avesse "ospitati" sarebbe stato incaricato della loro completa eliminazione.
In ogni caso, il Gruppo con ogni probabilità si formò dopo Roswell nel 1947, agli inizi della Guerra Fredda, dal momento che gli uomini che formarono il Consorzio occupavano posizioni di potere immediato, o futuro. Infine si legarono di nascosto, uscirono dall'organo governativo in cui lavoravano, e iniziarono ad usare la loro conoscenza della vita extraterrestre allo scopo di perseguire i loro fini personali. Al momento in cui Fox Mulder e Dana Scully si occupavano degli X-Files, la maggior parte dei membri erano sui 50, 60 o 70 anni di età.

## Piani di colonizzazione
Durante la fine degli anni quaranta ed in piena Guerra Fredda, il Consorzio venne a conoscenza che gli alieni (i primi veri abitanti del pianeta) stavano pianificando di colonizzare la Terra, servendosi di un liquido nero da essi chiamato "il Purificatore" o "Cancro Nero". L'incarnazione originale del Consorzio ha cercato di impedirlo sviluppando in segreto un vaccino, fingendo allo stesso tempo di lavorare insieme ai colonizzatori in buona fede e mantenendo segreto tutto ciò in pubblico.
Le controparti dei Consorzi Sovietici, un gruppo rivale di cospirazione separato, erano impegnate nel progetto dello sviluppo di un proprio vaccino intanto che sabotavano gli sforzi del Consorzio, i quali hanno poi alzato i pali della Guerra Fredda. Dal 1973, tuttavia, tutti gli sforzi di creare un vaccino contro il Cancro Nero sono falliti. In seguito il Consorzio decise di allearsi con i Colonizzatori, anche solo per guadagnare tempo.
Da un lato fornì ai Colonizzatori l'assistenza per la creazione di ibridi umani-alieni, dall'altro continuò a lavorare segretamente per sviluppare un vaccino. I suoi membri offrirono i loro discendenti come garanzia, a patto che sopravvivessero come ibridi. Sfortunatamente, negli anni seguenti il Consorzio si corruppe e alcuni suoi membri, come Bill Mulder, Alvin Kurtzweil, Gola Profonda e in seguito l'Uomo dalle mani curate, presero le distanze dai giochi di potere, dalle lotte interne, dai secondi fini e dalle tattiche crudeli impiegate per mantenere la segretezza della cospirazione, e una politica globale di facciata.

## Dal 1993 al 1998
Gola Profonda, che una volta si descrisse cripticamente a Fox Mulder come l'uomo che "può fare qualsiasi cosa loro vogliano", finì poi per cedere alcune informazioni relative alla cospirazione all'agente dell'FBI, proteggendo contemporaneamente altri suoi interessi. Il suo tradimento fu comunque scoperto ed egli venne successivamente assassinato da un uomo vestito di nero, nominato il "Crew Cut Man", per ordine dell'Uomo che Fuma (vedi l'ultimo episodio della prima serie, “Nuove creature”).
La maggior parte dei membri del Consorzio volevano eliminare anche Mulder, ma alcuni membri, come l'Uomo che Fuma e l'Uomo con le mani curate convinsero la maggior parte del gruppo che ucciderlo l'avrebbe reso un martire, portando altri a sostenere la sua causa e tramutarla in una crociata. Nella seconda stagione, l'Uomo che fuma incaricò l'agente segreto Alex Krycek di spiare Mulder. Comprendendo che la partner dell'agente Mulder Dana Scully rappresentava per loro un problema più grande di quanto avessero immaginato, Krycek e l'Uomo che fuma ne organizzarono il rapimento.
Scully tornò qualche mese dopo senza alcun ricordo di dov'era stata. Nell'ultimo episodio della seconda stagione, "Anasazi", il Consorzio dovette fronteggiare la minaccia di un hacker conosciuto come "il Pensatore" che aveva copiato i file del Majestic 12 su un disco passandolo a Mulder. Questo persuase Bill Mulder, il cui nome era in quei file, a confessare al figlio il suo coinvolgimento nella cospirazione: tuttavia, per ordine dell'Uomo che fuma, egli fu ucciso da Krycek prima di poterlo fare. Il Pensatore fu ucciso in seguito da un'unità segreta multinazionale, chiamata "Garnet".
All'inizio della terza stagione, gli Anziani fanno la loro prima comparsa. L'Uomo che fuma aveva ricevuto da loro l'incarico di ritrovare il disco e tenere a bada Scully, che faceva troppe domande sul suo rapimento. Krycek e i suoi uomini riuscirono a sottrarre tale oggetto a Walter Skinner, ma lui e il suo compagno Luis Cardinal fallirono il tentato omicidio di Scully, uccidendo accidentalmente sua sorella Melissa. Determinato a prendere le distanze dall'insuccesso dell'operazione, l'Uomo che fuma tentò di eliminare Krycek: questi sopravvisse e con il disco in suo possesso divenne un agente doppiogiochista.
Nella quarta stagione, Krycek lavorava per i Russi: servendosi dell'ex agente del KGB Vassily Peskow come suo subordinato, distrusse gran parte della ricerca del Consorzio sul Cancro Nero. A causa della sua incapacità di prevedere una cosa del genere, gli Anziani, molti dei quali non avevano grandi simpatie per l'Uomo che fuma fin dall'inizio, cominciarono a dubitare che egli potesse davvero garantire la sicurezza del progetto. L'Uomo che fuma scoprì di essere "fuori dai giochi" all'inizio della quinta stagione, ma era troppo tardi perché il Consorzio, o forse il Primo Anziano di sua iniziativa, aveva deciso di giustiziare lui e la sua spia all'FBI, Scott Blevins. L'Uomo che fuma sopravvisse a loro insaputa all'attentato e fuggì in una remota regione del Québec.
Nel corso della quinta stagione si scoprì che i Russi avevano sviluppato un vaccino contro il Purificatore o Cancro Nero, anche se molto debole. Krycek rubò il vaccino, fu immediatamente catturato e costretto a consegnarlo all'Uomo dalle mani curate. Egli fu quindi riammesso nel Consorzio come uno dei più fedeli agenti segreti dell'Uomo dalle mani curate. Fu in questo periodo che comparve un gruppo di alieni ribelli, nemici dei Colonizzatori: l'Uomo dalle mani curate interpretò la cosa come un segno che la resistenza contro i Colonizzatori era possibile e suggerì di allearsi con i Ribelli, ma fu ignorato dagli altri Anziani. Poco dopo, il Consorzio scoprì che l'Uomo che fuma era ancora vivo e avendo ancora bisogno della sua esperienza lo richiamarono desiderosi di perdonare e dimenticare, o almeno così sembrava.
Nel Film, gli Anziani scoprirono che i Colonizzatori avevano mentito sulla natura del virus: inizialmente si pensava che il "Cancro Nero" (che è in realtà una forma di vita aliena quasi senziente) si limitasse ad introdursi nell'organismo ospite e a prendere il controllo della sua vittima. Fu rivelato invece che questo era solo il primo stadio dell'infezione: il corpo umano era poi usato come un'incubatrice per crescere un organismo alieno indipendente, causando la morte dell'ospite; gli umani non avrebbero vissuto come schiavi, sarebbero stati usati come foraggio. Sconvolto da questa scoperta, l'Uomo dalle mani curate diede il vaccino a Mulder ed in seguito morì nell'esplosione della propria auto (qui non è chiaro se fu un vero omicidio o una sorta di suicidio a causa del tradimento nei confronti del Consorzio).

## Fine del Vecchio Consorzio e Creazione del Nuovo
Nella sesta stagione della serie, il Consorzio riesce con successo nella creazione di un ibrido umano-alieno (Cassandra Spender), e secondo l'accordo preso nel 1973, si reca alla El Rico Air Force Base per consegnarla ai Colonizzatori. Quando essi arrivano, vengono subito fermati dai Ribelli alieni che li circondano e li inceneriscono. Diana Fowley e l'Uomo che fuma riescono a fuggire prima dell'attacco dei ribelli. Nonostante la distruzione del Consorzio, l'Uomo che fuma continua a perseguire i suoi interessi; al termine della settima stagione, tuttavia, sembra restare ucciso in seguito ad una caduta dalle scale per mano di Krycek.
Il vuoto di potere rimasto con la distruzione del Consorzio viene riempito dal Nuovo Consorzio: questi nuovi membri della cospirazione, che sono tutti dei Super Soldati, hanno preso le posizioni di potere del vecchio Consorzio e perseguito i propri scopi. L'Uomo che fuma, per fuggire a queste persone, si è nascosto nel deserto del Nuovo Messico sotto l'identità del "Detentore della verità"; verrà però ucciso dai missili di due elicotteri neri inviati dal Nuovo Consorzio. Nell'ultima puntata della serie il Nuovo Consorzio dà la caccia a Mulder e Scully, che si sono dati alla macchia.